# Erpodium transvaaliense
Erpodium transvaaliense là một loài rêu trong họ Erpodiaceae. Loài này được Broth. & Wager mô tả khoa học đầu tiên năm 1920.